# Colorado Springs
Colorado Springs è un comune degli Stati Uniti d'America e capoluogo e città più popolosa della contea di El Paso nello stato del Colorado. La popolazione era di 478.961 persone al censimento del 2020, il che la rendeva al tempo la seconda città più grande dello Stato, alle spalle di Denver, e la quarantesima negli Stati Uniti. La città si trova nella parte centro-est del Colorado, sul Fountain Creek, a 60 miglia (97 km) a sud dal Campidoglio di Denver. Fa parte dell'area metropolitana di Colorado Springs ed è la seconda città principale del Front Range urban corridor.
Colorado Springs si trova a 1 839 metri di altezza, presso le pendici del Pikes Peak, che si innalza per 4 302 metri sul livello del mare sul fronte orientale delle Montagne Rocciose meridionali.

## Storia
I popoli Ute, Arapaho e Cheyenne furono i primi abitanti registrati nell'area che divenne di Colorado Springs. Facendo parte del territorio compreso nell'Acquisto della Louisiana del 1803 da parte degli Stati Uniti, l'area dell'attuale città fu designata nel 1854 come parte del Territorio del Kansas. Nel 1859, dopo il primo insediamento locale, divenne parte del Territorio di Jefferson il 24 ottobre, e della contea di El Paso il 28 novembre. Colorado City situata sul Front Range alla confluenza di Fountain e Camp creek fu "formalmente organizzata il 13 agosto 1859" durante la corsa all'oro di Pike's Peak. Funse da capitale del Territorio del Colorado dal 5 novembre 1861 fino al 14 agosto 1862, quando la capitale venne spostata a Golden, prima dello spostamento finale a Denver nel 1867. Molti immigranti inglesi si erano stabiliti a Colorado Springs all'inizio del 1870, tanto che la città venne chiamata localmente "Piccola Londra". Nel 1871 la Colorado Springs Company fondò la città di La Font (poi chiamata Manitou Springs) e Fountain Colony, rispettivamente a monte e a valle di Colorado City. Entro l'anno, Fountain Colony fu chiamata Colorado Springs e divenne ufficialmente incorporata. La sede della contea di El Paso passò da Colorado City alla città di Colorado Springs nel 1873; il 1º dicembre 1880 Colorado Springs si espanse verso nord con due annessioni di appezzamenti di terra.
Il secondo periodo di annessioni fu negli anni 1889-90, e incluse Seavey's Addition, West Colorado Springs, East End e North End. Nel 1891 la Broadmoor Land Company costruì il quartiere di Broadmoor ed il Casinò di Broadmoor, e dal 12 dicembre 1895 la città aveva quattro siti minerari e 275 broker minerari. Nel 1898 la città fu progettata in quadranti a partire dalla direttrice nord-sud Cascade Avenue e dalla direttrice est-ovest Washington/Pikes Peak avenue.

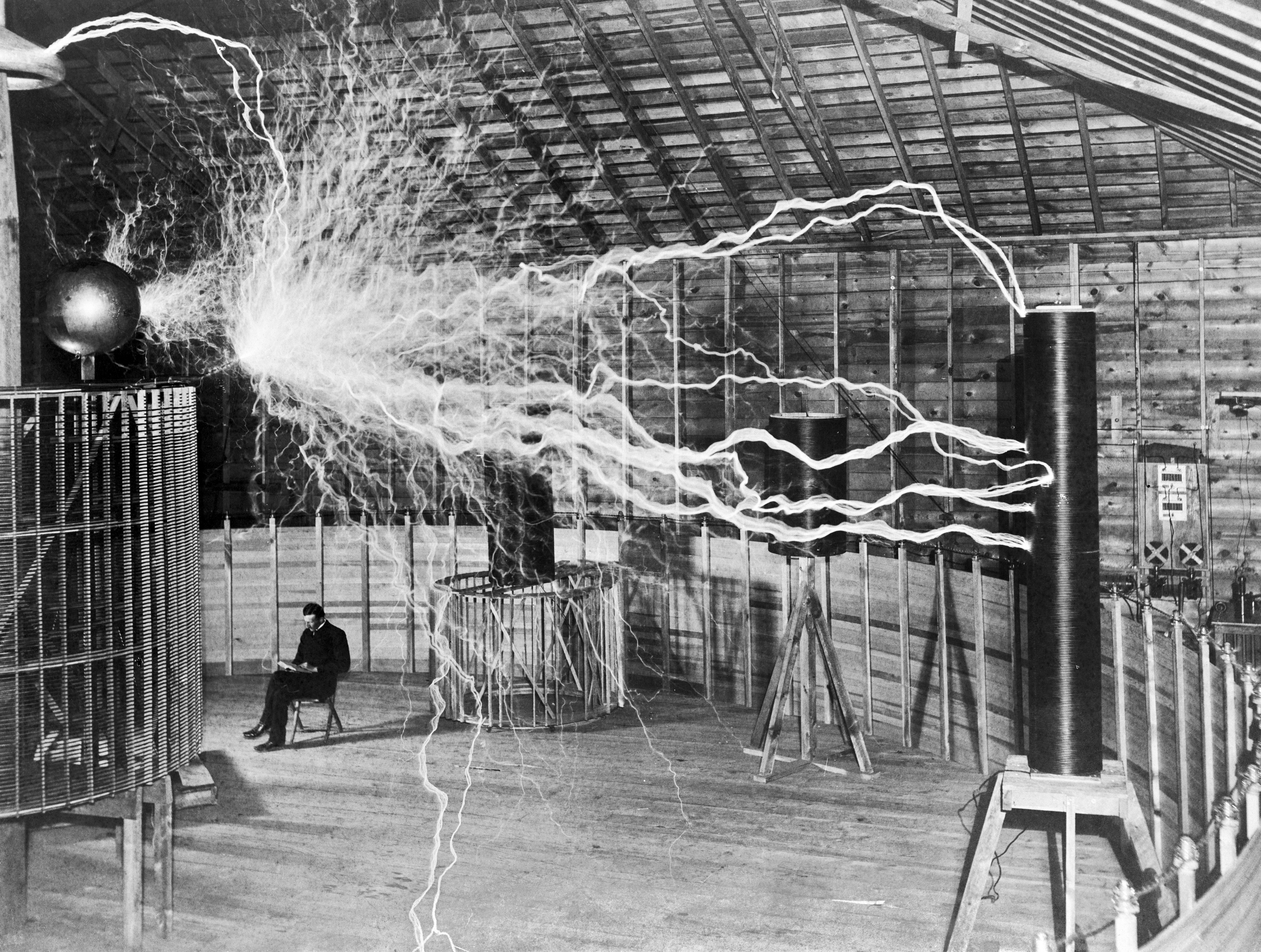
Nikola Tesla seduto nella stazione sperimentale di Colorado Springs con la sua bobina che genera milioni di volt

Dal 1899 al 1901 operò a Knob Hill la stazione sperimentale di Nikola Tesla e i voli aerei sui vicini campi di Broadmoor iniziarono nel 1919. L'Aeroporto Alexander a nord della città aprì nel 1925, e nel 1927 venne acquistato ad est della città l'appezzamento di terra che ospita l'Aeroporto Municipale di Colorado Springs.
La presenza militare in città ebbe inizio durante la seconda guerra mondiale, partendo da Camp Carson (oggi divenuta la base di Fort Carson), che fu istituito nel 1941. Durante la guerra le United States Army Air Forces affittarono la terra adiacente all'aeroporto municipale, dandogli nome Peterson Field nel dicembre 1942.
Nel novembre 1950 la Ent Air Force Base fu scelta come quartier generale del comando di difesa aerospaziale durante la guerra fredda. L'ex base aerea dell'esercito della seconda guerra mondiale, Peterson Field, che era divenuta inattiva al termine del conflitto, fu riaperta nel 1951 come Peterson Space Force Base. Venne istituito il Comando di Difesa Aerospaziale del Nord America (NORAD) che fungeva da comando rafforzato e centro di controllo all'interno del Complesso del Monte Cheyenne durante la guerra fredda.
Tra il 1965 ed il 1968 all'interno della città o nelle vicinanze furono fondate l'Università del Colorado a Colorado Springs, il Pikes Peak State College e l'Università Tecnica del Colorado. Nel 1977 gran parte dell'ex Ent Air Force Base divenne un centro di addestramento olimpico. Il Partito Libertario venne fondato nella città negli anni '70.
Il 1º ottobre 1981 Broadmoor Addition, Cheyenne Canon, Ivywild, Skyway e Stratton Meadows furono assorbite in Colorado Springs dopo che la Corte Suprema del Colorado rovesciò una sentenza della corte distrettuale che aveva vanificato l'annessione. Ulteriori assorbimenti hanno avuto luogo in seguito per espandere la città, tra cui le aree di Nielson Addition e Vineyard Commerce Park nel settembre 2008.

## Geografia fisica
Secondo lo United States Census Bureau, ha un'area totale di 194,6 mi² (504,01 km²).

## Società

### Evoluzione demografica
Secondo il censimento del 2020, la popolazione è di 478.961 persone.

### Etnie e minoranze straniere
Secondo il censimento del 2010, la composizione etnica della città era formata dal 78,8% di bianchi, il 6,3% di afroamericani, l'1,0% di nativi americani, il 3,0% di asiatici, lo 0,3% di oceaniani, il 5,5% di altre etnie, e il 5,1% di due o più etnie. Ispanici o latinos di qualunque tipo erano il 16,1% della popolazione.

## Cultura

### Media
Il giornale locale è The Gazette, fondato nel 1873.

## Amministrazione

### Gemellaggi
- Fujiyoshida, dal 1962
- Kaohsiung, dal 1983
- Smolensk, dal 1993
- Biškek, dal 1994
- Nuevo Casas Grandes, dal 1996
- Bankstown, dal 1999
- Palmas, dal 2002